# Фрањо Грегурић
Фрањо Грегурић (Лобор, 12. октобар 1939) је хрватски политичар и привредник. Био је трећи председник Владе Републике Хрватске.

## Биографија
Рођен у загорском селу Лобор. Завршио је средњу техничку школу у Загребу, а затим дипломирао на Техничком факултету Универзитета у Загребу. Радно искуство градио је у хемијској фабрици „Радоња“ из Сиска, као и „Кромос“ из Загребу у којој је напредовао до позиције техничког директора. После прелази у велико државно предузећа „Астра“ из Загреба на високу функцију. У то време Астра је извозла у Совјетски Савез тако да је радио и у Москви неко време.
После првих вишестраначких избора 1990. године улази у политику као члан Хрватске демократске заједнице. У другој хрватској влади, у кабинету Јосипа Манолића, био је потпредседник Владе од 8. новембра 1990. године када је заменио Мату Бабића. Председник Републике Хрватске Фрањо Туђман поставио га је за трећег хрватског премијера 17. јула 1991. године. На функцији је остао до парламентарних избора 1992. године.
Кад је преузео дужност председника Владе, Хрватска се налазила у тешкој ситуацији. Иако је 25. јуна 1991. донела Уставну одлуку о самосталности и суверености, Хрватска је одгодила њене правне учинке због тромесечног мораторијума међународне заједнице, стога није била међународно призната као самостална држава. У Крајини су избили немири побуњених Срба. Неколико недеља касније, после неколико неуспеха још неискусне Хрватске војске, у Владу су ушли и чланови других политичких странака заступљених у Хрватском сабору (осим Хрватске странке права). Та Влада касније је била позната и као Влада националног јединства.
За време мандата Грегурићем владе, Хрватска је се осамосталила, одлуком Сабора од 8. октобра 1991, а 15. јануара 1992. године призната је и од стране међународне заједнице. У фебруару 1992, Влада националног јединства почела се распадати. Најпре ју је напустио Дражен Будиша, председник Хрватске социјално-либералне странке, из протеста што је Влада понудила аутономију крајинским Србима, а за узврат је тражила њихово признање хрватског суверенитета. Будишину одлуку следили су и представници других странака осим ХДЗ-а. До краја његовог мандата Грегурићеву Владу поново су попунили министри из ХДЗ-а.
Након других парламентарних избора 1992. године постао је посланик у Сабору. На парламентарним изборима 1995. поново је изабран у Сабор. Био је и саветник председника Фрање Туђмана за привреду од 1993. до 1995. године.
Био је председник Хрватске ватрогасне заједнице од 1993. до 2000. године. Од 1995. до 1999. био је члан надзорног одбора Сладоране из Жупање и заменик председника надзорног одбора Индустрије нафте (ИНА) из Загреба. Од 2008. године члан је надзорног одбора Европетрола из Ријеке. У јулу 2004. године изабран је за председника надзорног одбора Елка кабели из Загреба. Од 2008. године члан а од маја 2010. председник је надзорног одбора Института ИГХ из Загреба.
Оженио је Јозефину с којом има двоје деце. Кћерка Сања била је у браку с Златком Матешом, петим хрватским премијером.